# Voyage of the Acolyte
Voyage of the Acolyte es el primer álbum de estudio del guitarrista, compositor y cantante británico Steve Hackett, lanzado en octubre de 1975 por Charisma Records, es su único álbum grabado y lanzado mientras aún formaba parte del grupo Genesis. Hackett grabó el álbum durante un descanso en la actividad del grupo a mediados de 1975 y utilizó músicos invitados, incluido el bajista de Genesis Mike Rutherford y el baterista y vocalista Phil Collins, para tocar en el disco. Tiene un concepto suelto con el título y la letra de cada pista inspirados en una carta del Tarot .
Voyage of the Acolyte alcanzó el puesto número 26 en el Reino Unido y el número 191 en los Estados Unidos. Fue reeditado en 2005 con dos canciones bonus. Una mezcla envolvente del álbum está incluida en Premonitions: The Charisma Recordings 1975–1983 (2015).

## Antecedentes y redacción
En 1975, Hackett ya había sido el guitarrista del grupo de rock progresivo Genesis durante cuatro años. Comenzó a escribir secciones de diferentes canciones mientras grababa álbumes con Genesis, específicamente en momentos en los que "no se necesitaba realmente sus servicios y descubrí que tenía mucho tiempo libre". Para ese entonces, Hackett estaba cada vez más frustrado con la apretada agenda de giras de la banda, lo que había afectado su creatividad, y tenía un creciente deseo de trabajar con un nuevo grupo de músicos. Había escrito piezas sin ningún proyecto específico en mente, incluidas algunas para instrumentos distintos de la guitarra y otra para una vocalista femenina, pero después de un tiempo había reunido suficientes ideas para formar un álbum. El desarrollo se suspendió a finales de 1974 debido a los compromisos de la gira de Genesis con su álbum The Lamb Lies Down on Broadway (1974), pero Hackett se mantuvo productivo y continuó escribiendo en su habitación de hotel todas las noches, lo que lo mantuvo "cuerdo" y ayudó a calmar sus nervios en el escenario y entre las tensiones del grupo.
A la hora de elegir la dirección del álbum, Hackett pensó en un concepto vago a partir de su recién descubierto interés en las cartas del Tarot, que utilizó para titular las pistas del álbum y sus letras, basándose en varias cartas de una baraja.  Tomó las cartas que habían evocado el sentimiento más fuerte y "trazó una forma de trabajar", como tener "Estrella de Sirio" con una pista "amapola" para reflejar el optimismo que representa la carta del Tarot correspondiente. Una canción que quedó fuera del álbum, "The Fool", hizo que Hackett tocara en un estilo similar al de Pete Townshend una canción que era como "ELO se encuentra con The Who ", pero decidió no usarla. Parte del material de Hackett tiene su origen en sus días anteriores al Génesis. El compañero de banda de Genesis, Mike Rutherford, escribió el final de "Shadow of the Hierophant" como una posible canción para el álbum de Genesis Foxtrot (1972), y Genesis lo ensayó, pero finalmente lo dejaron fuera del álbum. Voyage of the Acolyte marcó la primera colaboración con su hermano y también músico John Hackett en un álbum, que continuó durante la carrera solista de Steve Hackett. A John Hackett se le atribuye la coautoría de la canción "A Tower Struck Down" y afirma que también escribió el patrón de acordes que precede inmediatamente a la sección central de "Ace of Wands". El álbum también marcó los primeros intentos de Hackett de tocar teclados, y apuntaba a un álbum que tuviera un sonido más complejo.
El título original del álbum era Premonitions, pero a la gerencia de Charisma Records no le gustó y sugirió Voyage of the Acolyte, a lo que Hackett accedió. 

## Grabación
Hackett grabó Voyage of the Acolyte en junio y julio de 1975, comenzando un mes después de que Genesis hubiera finalizado la gira del álbum The Lamb Lies Down on Broadway en 1974 y 1975. La grabación se completó en cuatro semanas en Kingsway Recorders, entonces ubicada en Kingsway, en el centro de Londres.
La portada del álbum es una pintura de acuarela china de la artista brasileña Kim Poor, con quien Hackett se casaría años más tarde y quien produjo muchas de las portadas de sus álbumes posteriores. Hackett dedicó Voyage of the Acolyte a Poor. Se divorciaron en 2007.

## Lista de canciones
Todas las canciones fueron escritas por Steve Hackett, excepto donde se indique lo contrario. 

| Cara A |                                    |          |  |
| N.º    | Título                             | Duración |  |
| 1.     | «Ace of Wands»                     | 5:23     |  |
| 2.     | «Hands of the Priestess» (Part I)  | 3:28     |  |
| 3.     | «A Tower Struck Down»              | 4:53     |  |
| 4.     | «Hands of the Priestess» (Part II) | 1:31     |  |
| 5.     | «The Hermit»                       | 4:49     |  |

| Cara B |                            |          |  |
| N.º    | Título                     | Duración |  |
| 1.     | «Star of Sirius»           | 7:08     |  |
| 2.     | «The Lovers»               | 1:50     |  |
| 3.     | «Shadow of the Hierophant» | 11:44    |  |

| Canciones bonus (Reedición de 2005) |                                                       |          |  |
| N.º                                 | Título                                                | Duración |  |
| 1.                                  | «Ace of Wands» (Live)                                 | 6:32     |  |
| 2.                                  | «Shadow of the Hierophant» (Extended Playout Version) | 17:01    |  |

## Personal
Los créditos están adaptados de las notas originales del álbum. 
Músicos
- Steve Hackett – guitarra acústica y eléctrica, mellotrón, armonio, autoarpa, campanas, efectos, voz (5)
- John Acock – piano acústico, sintetizador Elka Rhapsody, mellotron, armonio
- John Hackett – Sintetizador ARP, campanas, flauta
- Mike Rutherford – Guitarra fuzz de 12 cuerdas, bajo, pedales de bajo
- Johnny Gustafson – bajo (6)
- Percy Jones – bajo adicional (3)
- Phil Collins – batería, percusión, vibráfono, voz (6)
- Robin Miller – oboe (4, 5), corno inglés (6)
- Nigel Warren-Green – violonchelo (5)
- Sally Oldfield – voz (8)

Producción
- Steve Hackett – productor, arreglos
- John Acock – productor, ingeniero
- Rob Broglia - ingeniero asistente
- Paul Watkins – ingeniero asistente
- Louie Austin – ingeniero asistente (8)
- Tex Read – equipo
- Geoff Banks – equipo
- Steve Baker – equipo
- Tony Smith – organización
- Alex Sim – organización
- Kim Poor – portada
- Philip Lloyd-Smee – Diseño de CD
- Barry Plummer – fotografía

## Posición en listas
| Posición en las listas (1975)  | Posición |
| ------------------------------ | -------- |
| UK Albums (OCC)                | 26       |
| Billboard 200 (Estados Unidos) | 191      |